# Muestrario de colores

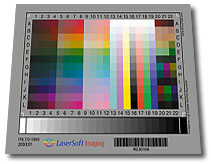
Un objetivo IT8.7 de LaserSoft Imaging utilizado para la gestión del color de cámaras digitales o escáneres.

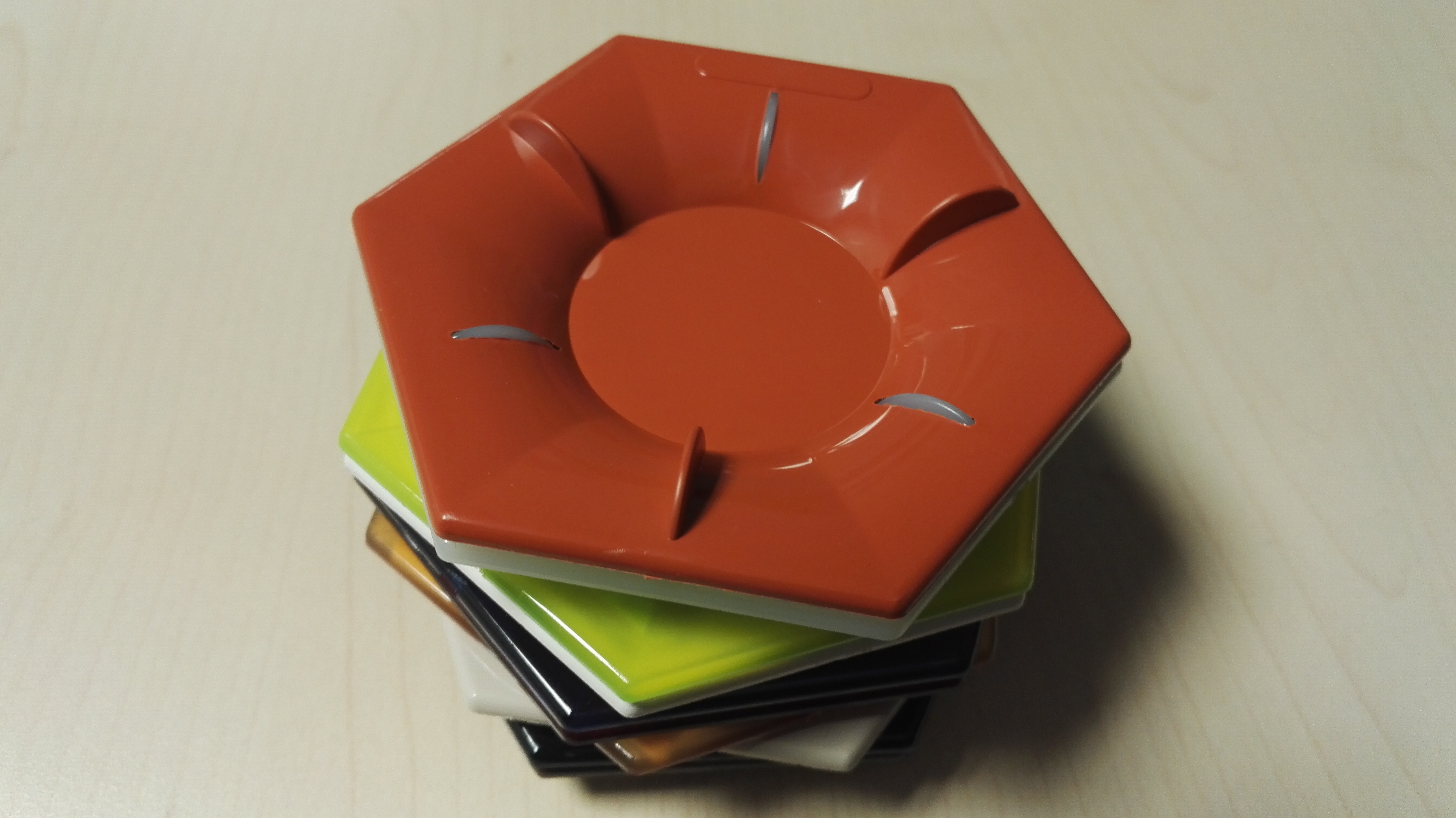
Chips de color o muestras de color de un fabricante de gránulos de plástico que permite a los clientes evaluar la gama de colores como objetos moldeados para ver los efectos finales

Un muestrario de colores, tabla de colores, una tarjeta de referencia de colores, gráfico de colores o también llamado esquema de colores es un objeto físico, en un principio eran planos publicados en papel y en la actualidad se pueden encontrar multidimensionales realizados con distintos materiales, que contiene muchas muestras de colores diferentes, generalmente ordenados como escalas y gradientes, que facilitan darles orden, realizar comparaciones, generar estandarización y comunicar claramente los colores. Constituyen un sistema de apariencia del color basado en los principios de percepción del color o apariencia del color y que sirven para fines comparativos y de referencias. Estos gráficos ayudaron a los cartógrafos a asignar colores a los mapas y atlas, a los naturalistas para describir minerales e identificar plantas y animales y ayudaron a los artistas y fabricantes a producir tintes y pinturas consistentes. En la actualidad tienen aplicaciones innovadoras en campos de los biomateriales y la biomimética.
La tablas de colores más antigua conocida data del siglo XVII fue la realizada por  Richard Waller “Tabula colorum physiologica …”[Table of physiological colors] aparecida en la Philosophical Transactions of the Royal Society of London, de 1686, incluían muestras de colores y sus nombres para funcionar como un estándar para que otros lo siguieran. Los muestrarios de colores pueden formar parte de libros, estar disponibles como un gráfico de una sola página, láminas, tarjetas, o en forma de muestrarios o abanicos que despliegan una combinación de colores que sirven como referencia para describir colores,  incluso hay versiones disponibles en formato digital como el libro de los colores de Werner. 

## Clasificación
Las tablas de colores se pueden clasificar utilizando varios criterios, por ejemplo con base en su aplicación en diferentes ámbitos, como la industria, el arte, la historia natural.  Con base en su función se dividen en dos categorías, las de referencia y las de selección, estas dos categorías se explican a continuación.
- Las tablas de referencia de colores están destinadas para realizar comparaciones y mediciones de los colores. Las tareas típicas de dichos gráficos son verificar la reproducción del color de un sistema de imágenes, ayudar en la gestión del color o determinar visualmente el tono del color. Algunos ejemplos de muestrarios de color son los gráficos IT8 y ColorChecker .
- Los cuadros de selección de colores presentan una paleta de colores muestra disponibles para ayudar en la selección de colores directos, colores de proceso, pinturas, bolígrafos, crayones, etc., por lo general, los colores pertenecen a la gama de productos de un fabricante. Algunos ejemplos son los sistemas Pantone y RAL .

### Tablas de referencia de colores
Los gráficos de referencia de color se usan para establecer comparaciones y mediciones de color, como la verificación de la reproducción del color de un sistema de imagen, la calibración y la creación de perfiles de dispositivos de entrada digital que se hacen a través de cámaras digitales, escáneres y sistemas de visualización de salida, como impresoras, monitores y proyectores. También los utilizan los fotógrafos y directores de fotografía  para calibrar las cámaras que utilizan película y para comprobar la temperatura de color de la iluminación.
Las tarjetas de referencia de color también se pueden usar para evaluar la calidad de la luz, como en el índice de reproducción cromática, donde se evalúa la reflectancia de un conjunto de muestras de Munsell .

#### Larjetas de shirley
Las tarjetas Shirley son tarjetas de referencia de color que se utilizan para calibrar el color de la piel en la impresión de las fotografías. El estándar de la industria para estas tarjetas en los laboratorios de fotografía de América del Norte en las décadas de 1940 y 1950 mostraba a una mujer "caucásica" solitaria vestida con ropa de colores brillantes. Muy pocas de estas tarjetas de referencia de colores mostraban a un hombre adulto como imagen de referencia. Por lo tanto, los tonos de piel claros sirvieron como el estándar ideal de piel reconocido. La química de la película de color estándar para cámaras fijas se diseñó originalmente con un sesgo positivo hacia los tonos de piel "caucásicos" debido a su alto nivel de reflectividad.  A mediados de la década de 1990, las empresas japonesas rediseñaron sus tarjetas Shirley utilizando datos de sus propias pruebas de preferencia de color. La nueva tarjeta de referencia presentaba mujeres japonesas con piel de color amarillo claro. En 1995, Kodak diseñó una tarjeta de referencia de normas multirraciales. Esta tarjeta mostraba a tres mujeres una caucásica, una asiática y una africana con diferentes colores de piel y ropas muy contrastadas. Una técnica de calibración cinematográfica similar se conoce como China Girl .

#### Gráficos ColorChecker
El ColorChecker, producido por primera vez como "Macbeth ColorChecker" en 1976, es un arreglo enmarcado en cartón de veinticuatro cuadrados de muestras pintadas basadas en colores Munsell . Su fabricante anterior era Gretag-Macbeth  y fue adquirido en 2006 por X-Rite .

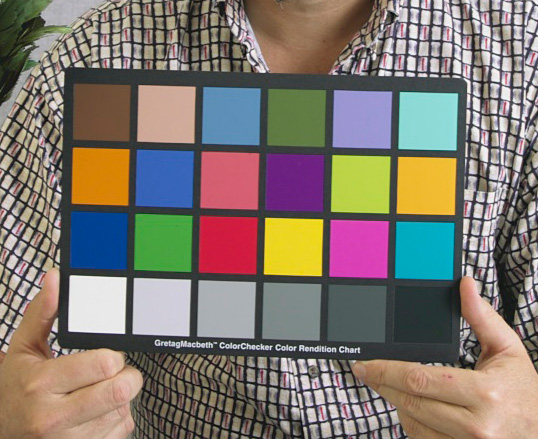
Gráfico de reproducción de color ColorChecker

Se puede utilizar un gráfico ColorChecker para ajustar manualmente los parámetros de color, por ejemplo, para evaluar la temperatura del color y lograr la reproducción del color deseada. Los gráficos ColorChecker están disponibles en diferentes formatos, tamaños y formas.

#### Gráficos IT8
Varias empresas, incluidas Coloraid.de, FujiFilm, Kodak, LaserSoft Imaging, elaboran gráficos IT8 estandarizados (también llamados objetivos IT8). A diferencia de los gráficos ColorChecker, los gráficos IT8 se suministran con valores de medición y se pueden utilizar para crear perfiles de color ICC mediante software por ejemplo, para cámaras digitales con la finalidad de crear una gestión de color reproducible y estandarizada.

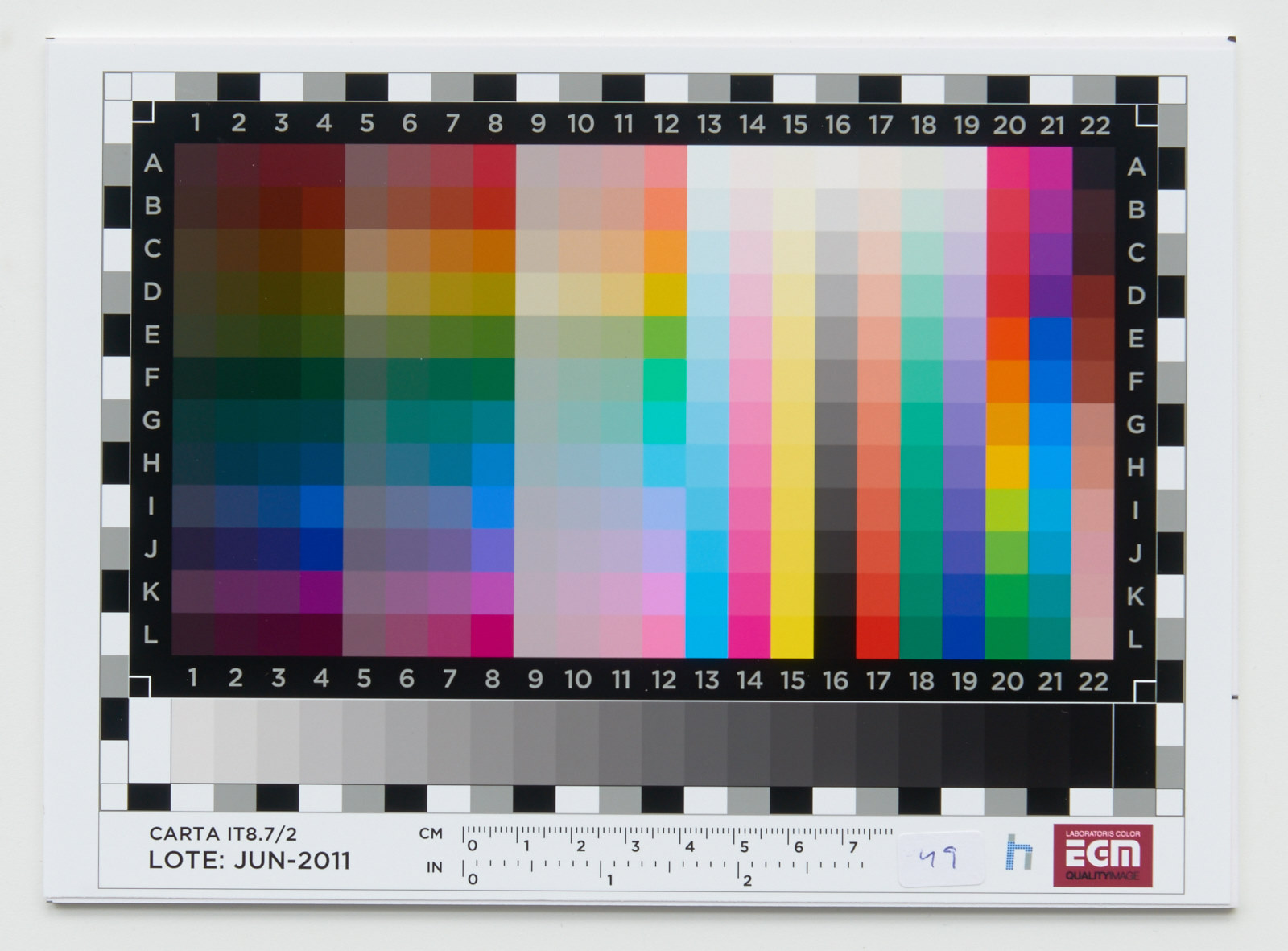
Objetivo de color IT8 fabricado en los Laboratorios EGM en Barcelona, España. Tiene una gama muy amplia de opciones, un poco más grande que el espacio de color de ProPhoto.

#### Otro
Pier Andrea Saccardo propuso una "escala de cromotaxia" en 1894, para estandarizar la denominación de los colores de los especímenes de plantas.

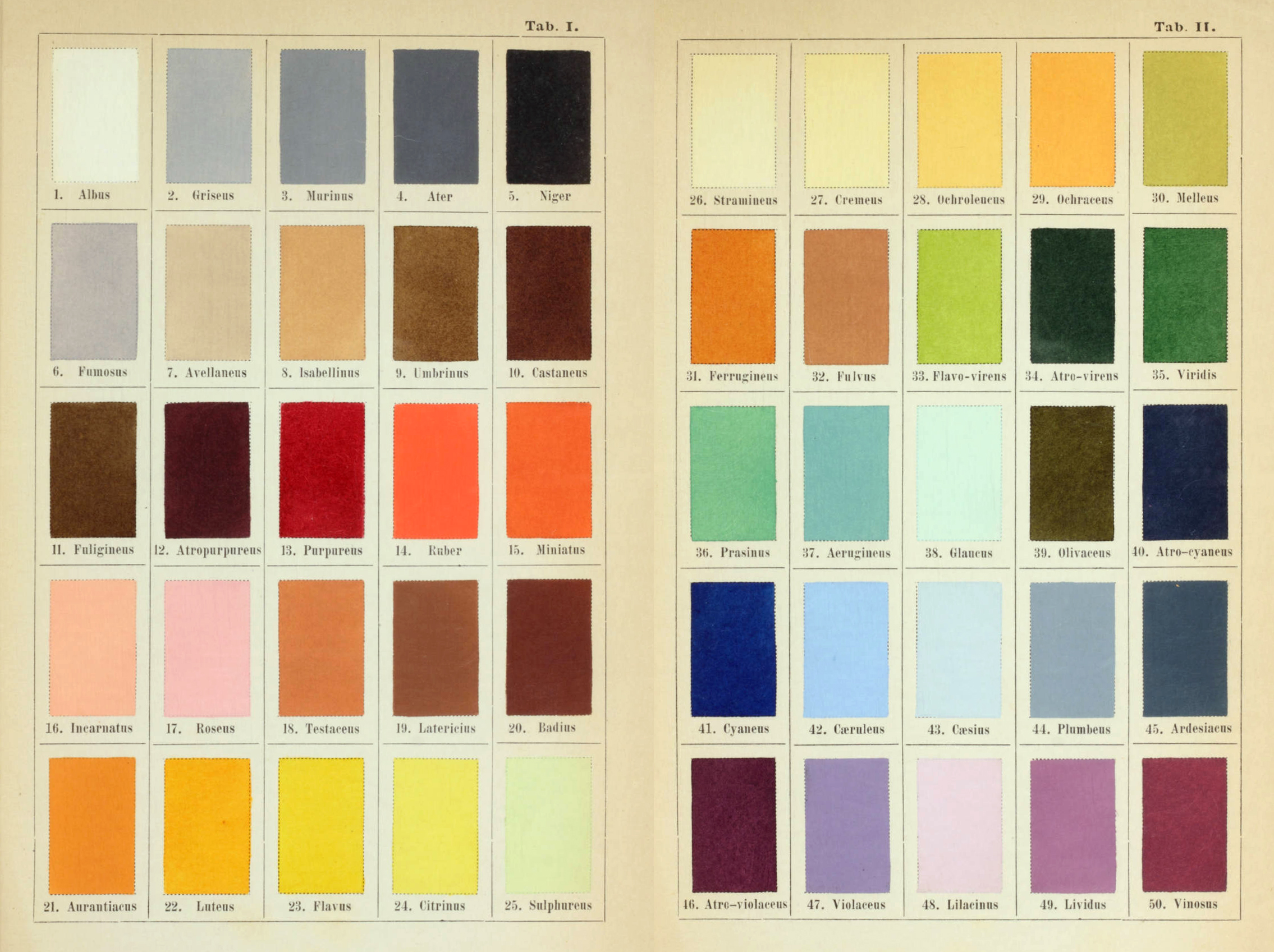
Escala de cromotaxia de Pier Andrea Saccardo

Los gráficos de colores pueden tomar formas personalizadas para cumplir objetivos particulares, como por ejemplo el objetivo de calibración utilizado por el rover Curiosity para su Mars Hand Lens Imager (MAHLI).

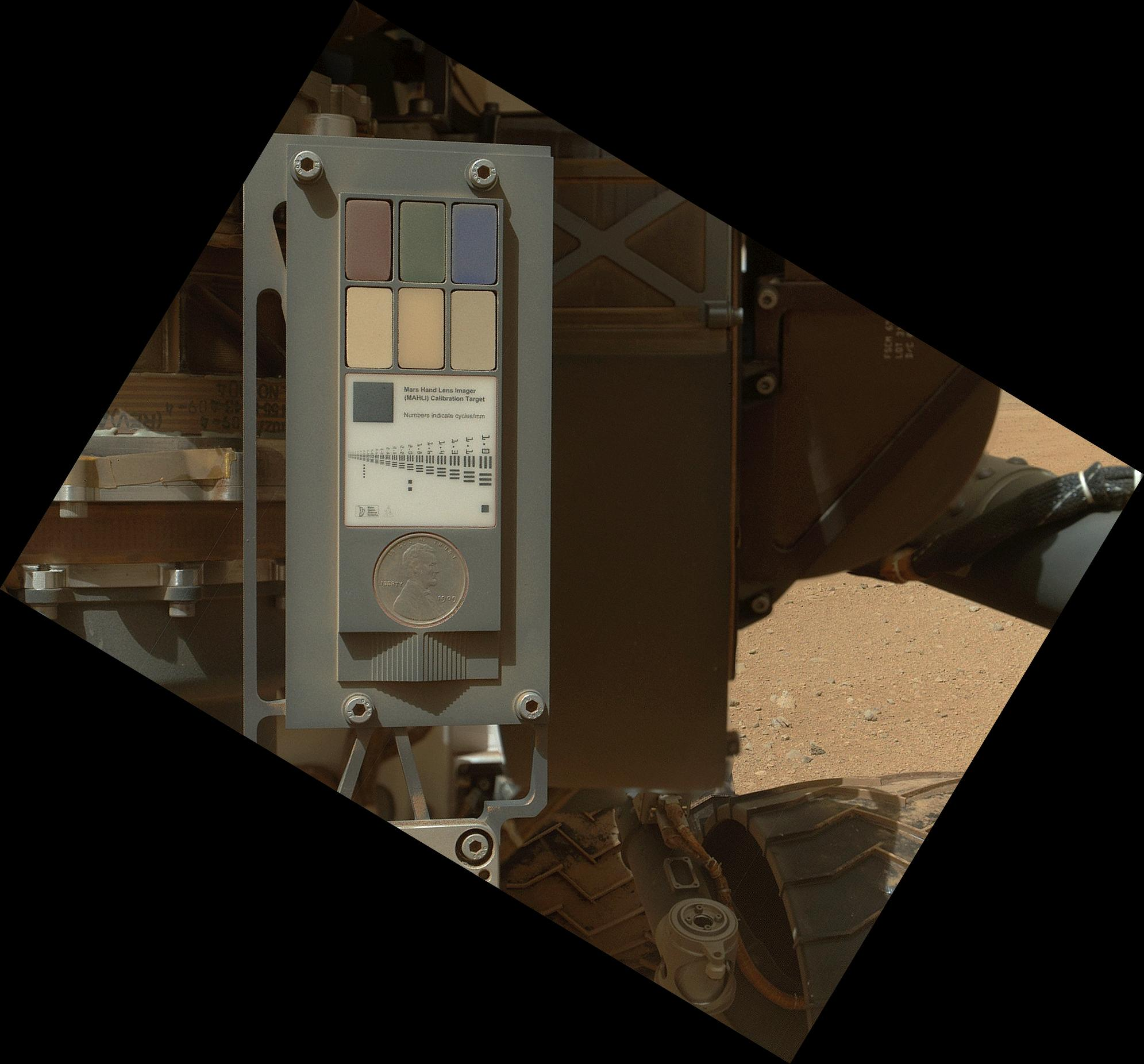
Objetivo de calibración en el rover Mars Curiosity

La monografía 2.2.2 de la Farmacopea Europea es un método para determinar el grado de coloración en los líquidos que se aplica a los compuestos farmacológicos, los fármacos y los productos procesados. Consta de tres soluciones primarias amarilla, roja y azul que se preparan disolviendo en ácido clorhídrico cloruro férrico, cloruro de cobalto o sulfato de cobre, respectivamente. Luego estas soluciones se usan en diferentes proporciones para preparar cinco soluciones estándar, denominadas B (marrón), BY (amarillo pardusco), Y (amarillo), GY (amarillo verdoso) y R (rojo). Los resultados se obtienen mediante la observación del material de prueba frente a las soluciones estándar y se expresan con un color menos intenso que el siguiente estándar de color (por ejemplo, "color de la solución de incoloro a líquido ligeramente marrón amarillento, <BY4").

### Tablas de selección de colores
Debido a que las pinturas y las tintas están hechas de pigmentos y tintes de los que obtienen su color, se necesita una referencia para comparar combinaciones específicas de sustancias colorantes en una matriz determinada con el color resultante. Uno de los primeros intentos de lograr este objetivo fue el manuscrito de 1692 Klaer Lightende Spiegel der Verfkonst que contiene una variedad de mezclas de acuarelas, pero quedó relativamente desconocido porque solo se produjo un manuscrito. Debido al gran desarrollo de la industria de pinturas y tintas durante el siglo XIX, se intensificó el requisito de este tipo de gráfico y ahora hay varios sistemas disponibles, algunos ejemplos son:
- "Guía del sistema de color DIC" y " Toyo Color Finder", comúnmente utilizados para la coincidencia de colores directos, principalmente en Japón[13]
- Paleta NCS (Sistema de color natural)
- Pantone, utilizado para impresión y, a veces, para pintura, tela y plásticos.
- RAL (Reichsausschuß für Lieferbedingungen) "Clásico", "Efecto" y "Diseño", utilizado para barniz y recubrimiento en polvo

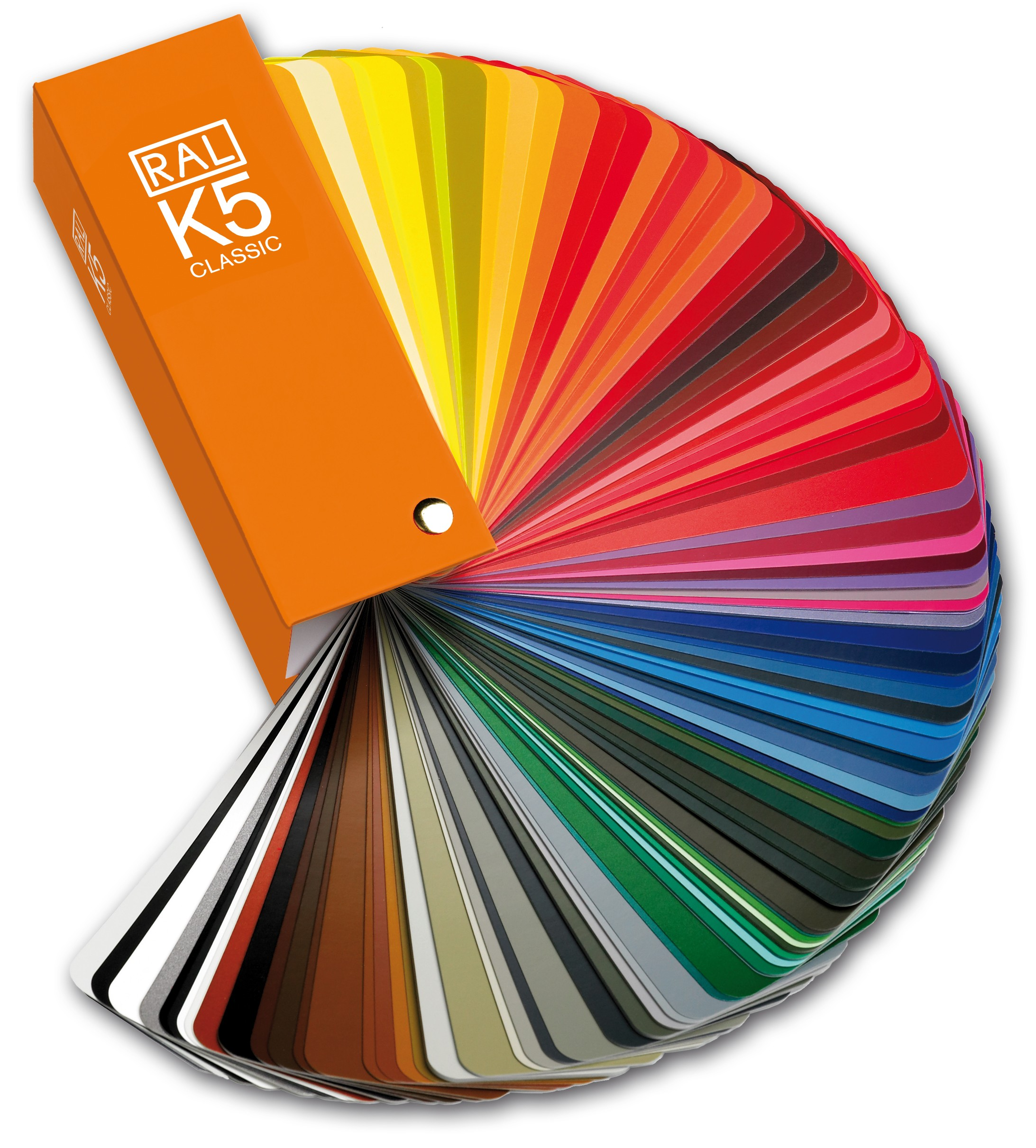
Un abanico de color RAL.

## Esquemas de colores para biología y medicina
Para describir los colores en los seres vivos se han utilizado esquemas de colores de diversos tipos que fueron usados muy frecuentemente en el sigo XIX y posteriormente fueron evolucionando hasta existir en formatos digitales. Uno de los esquemas de color más utilizados en la Historia Natural fue la nomenclatura de los colores de Werner, también son frecuentes los que se usan para plantas, flores, horticultura, taxonomía, aves, insectos, plantas y hongos. Los naturalistas generalmente tenían la intención de que sus guías fueran llevados al campo para describir e identificar especímenes botánicos, micólogos o zoológicos.  
Para medicina son comunes los que se usan para la piel, para telemedicina, en el diagnóstico de enfermedades como el síndrome de Raynaud y los dientes.

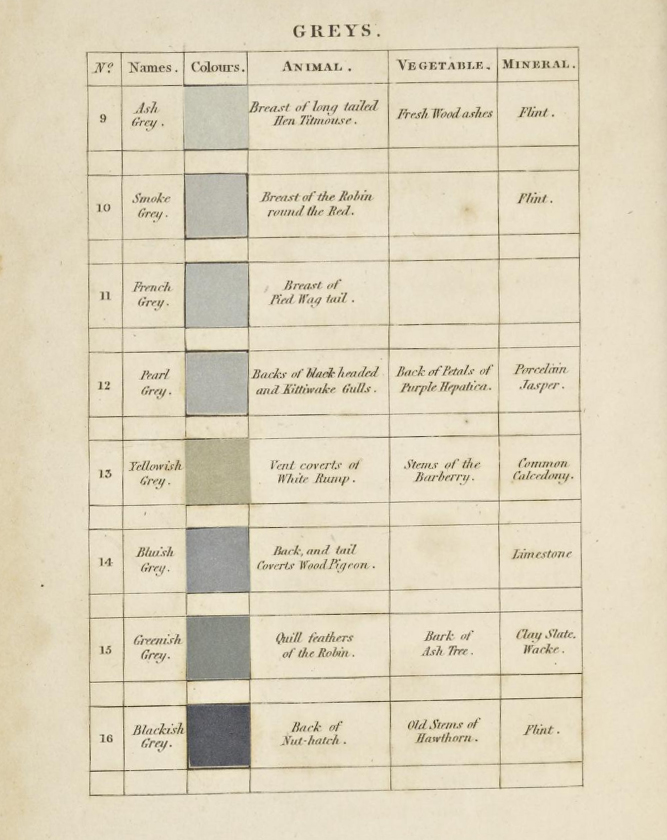
Nomenclatura de los colores de Werner
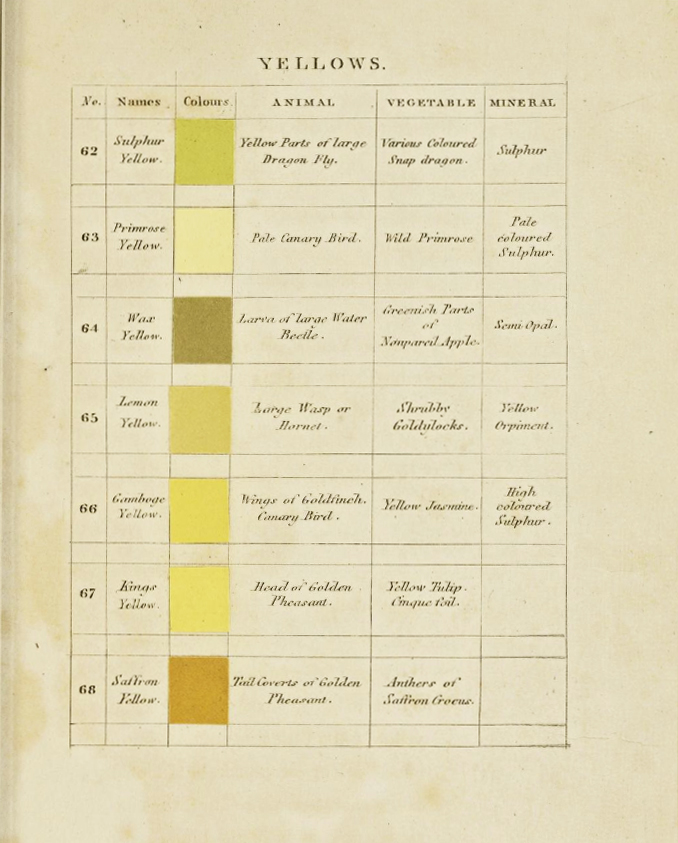
Nomenclatura de los colores de Werner